# 天谷丑之助
天谷 丑之助（あまがい うしのすけ、1888年〈明治21年〉2月18日 - 1974年〈昭和49年〉7月15日）は、日本の政治家。茨城県土浦市長（3期）。

## 来歴
茨城県出身。旧制土浦中学校（現・茨城県立土浦第一高等学校・附属中学校）を経て、1909年に早稲田大学商学部を卒業する。1919年に茨城県会議員となり、この間、1927年から真鍋町長も務めた。1931年10月に第36代茨城県会議長となる。1935年10月に議長を退任する。1936年の第19回衆議院議員総選挙では原脩次郎の後継者として茨城3区から立憲民政党公認で立候補したが落選した。
戦後の1947年、土浦市長選挙に立候補して当選した。4年後の1951年の市長選挙では茨城県監査委員の天谷虎之助に敗れた。更にその4年後の1955年の市長選挙でも現職の虎之助に挑んだが、落選した。1959年の市長選挙で虎之助を破って、市長に復帰した。1963年の選挙でも再選。1967年まで市長を務めた。